# 畜犬競技法案
畜犬競技法案（ちくけんきょうぎほうあん）とはドッグレースの公営競技を目的とした法案。別称はドッグレース法案。

## 概要
農林省管轄の公営競技としてのドッグレースであり、都道府県を畜犬競技の施行者とし、都道府県議会の議決と農林大臣の認可によって実施し、当該都道府県に設立する公益法人である畜犬改良会に委任されることが規定されている。また、収入の一部を国庫に納付し、政府は納付金の中から犬の伝染病の予防や家畜の衛生向上に支出するとした。また当分の間輸入された畜犬は、競技に出場できないことになっていた。
1951年5月21日に衆議院本会議で可決されたが、参議院で可決できず、衆議院での再議決に必要な2/3の賛成も得られる見込みもなかったため廃案となった。当時は公営ギャンブルとして他に競艇やハイアライの開催も議論に上っており（特に競艇は、同時期にモーターボート競走法が同じく参議院で否決され、結局衆議院の再議決で成立に至っている）、三者で競合関係にあったことも影響したと言われている。
なお、1948年にも「競犬法」という仮の名称にて、衆議院の議題に上がったことがあった。